# Petrus Vesconte

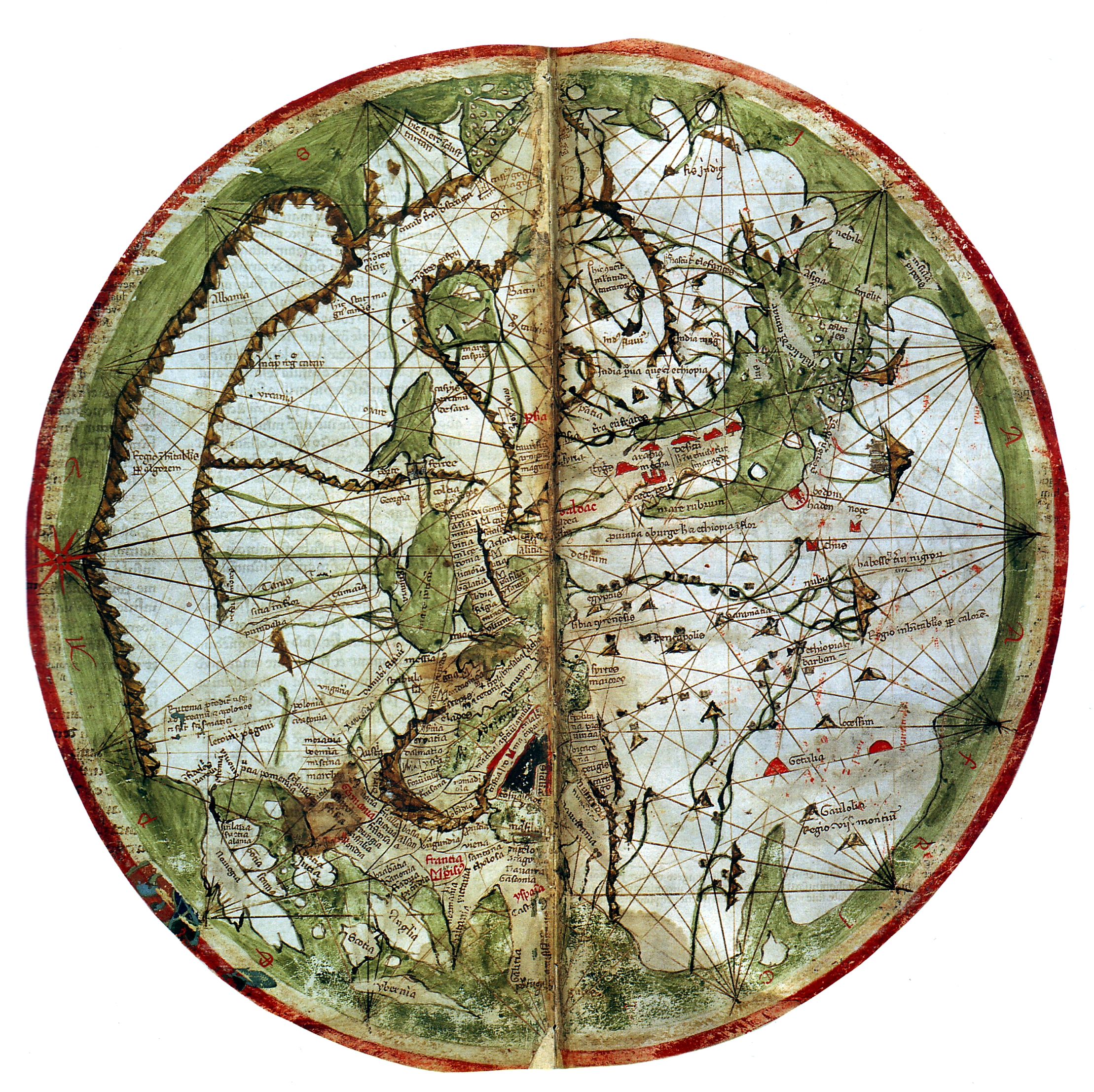
Mappa del mondo del Vesconte (1320 circa)

Petrus Vesconte (Genova, ... – ...; fl. 1311-1327) è stato un cartografo italiano.

## Biografia
Cartografo genovese, è l'autore della prima carta geografica datata e firmata, prodotta a Venezia nel 1313, che descrive il Mediterraneo centro-orientale e il Mar Nero. Vesconte, che si dichiara genovese (anche se non si sono trovati documenti che comprovino questa sua origine), realizzò svariati altri atlanti entro il 1327, tutti orientati con il Sud in alto, alcuni a lui attribuiti sulla scorta delle somiglianze con le opere certe, altri firmati. Di questi ultimi, due si trovano presso la Biblioteca nazionale di Francia: il Res. Dde 687, in sei tavole incollate su legno di cm 53 × 31, è firmato “Petrus Vesconte de Janua fecit istas tabulas anno Domini MCCCXIII”; l’altro, il Cod. Pal. 1362, è dedicato al Mediterraneo orientale ed è datato 1320. Altri due atlanti sono datati 1318 e si trovano uno presso la Österreichische Nationalbibliothek, costituito da un calendario e nove tavole, di circa cm 20 × 20; l’altro presso il Museo Correr di Venezia, di formato simile, miniato e dorato, con immagini allegoriche sacre e profane agli angoli di ciascuna carta. Sulla seconda tavola, in alto a sinistra, compare un cartografo seduto al tavolo da lavoro – forse un autoritratto? – sovrastato dalla scritta Petrus Vesconte de Janua fecit istam tabulam in Venecia anno Domini M CCC XVIII. Un altro, tanto simile ai due precedenti da farlo ritenere coevo, è il ms 175 (107) conservato presso la (FR)  Bibliothèque municipale di Lione, in 10 tavolette di cm 27 × 27 circa, unite a mo’ di libro; la prima tavola – miniata su fondo dorato - rappresenta un calendario inscritto in un quadrato, negli angoli del quale compaiono i simboli degli Evangelisti mentre l’iscrizione informa chePetrus Vesconte fecit istam tabulam in Venecia in anno … (la data è illeggibile).
Il Vesconte risiedette e lavorò a Genova almeno sino al 1313, prima di trasferirsi a Venezia, dove collaborò con Marin Sanudo il Vecchio. Si era trasferito nella città veneta a seguito della guerra civile tra guelfi e ghibellini che insaguinò il capoluogo ligure dal 1318 al 1331, dato che a Venezia prese a siglare le sue opere con un dragone, nemico di San Giorgio, simbolo di Genova.